# Văleni-Dâmbovița
Văleni-Dâmbovița est une commune du județ de Dâmbovița en Roumanie.